# Герб Вільхівця (Кам'янець-Подільський район)
Герб Вільхівця — офіційний символ села Вільховець Кам'янець-Подільського району Хмельницької області, затверджений рішенням №10 XXVI сесії сільської ради VII скликання від 15 червня 2018 року. Авторами герба є В.М.Напиткін та К.М.Богатов. Герб є промовистим.

## Опис
У синьому полі золоте увігнуте плетене вістря, обтяжене червоною шестипроменевою зіркою, супроводжуване угорі двома золотими вільховими листками. Щит вписаний у декоративний картуш і увінчаний золотою сільською короною. Унизу картуша напис "ВІЛЬХОВЕЦЬ".

## Символіка
Вільхові листки означають сучасну назву села; плетений трикутник і шестипроменева зірка як елементи герба ордену кармелітів нагадують про початкову назву поселення – Кармаліти.